# Partimage
Partimage è uno strumento software per la clonazione di dischi in ambiente GNU/Linux e Unix-like. Partimage è in grado di salvare le partizioni in molti formati su un'immagine disco. Questo tipo di strumento è utile in numerose situazioni comuni sia agli amministratori di rete che agli utenti avanzati di computer che gestiscono i propri sistemi. L'ultima versione stabile è stata rilasciata nel 2010. Da allora, uno degli autori di Partimage,  ha iniziato a lavorare su FSArchiver, uno strumento con funzionalità maggiori e più avanzate   rispetto a Partimage.

## Impieghi comuni
Alcuni degli utilizzi più comuni di Partimage sono: 
- Backup di singole partizioni del disco: i backup dei volumi sono molto utili per il ripristino in caso di guasto del disco o corruzione dei dati.
- Distribuzione del sistema operativo su larga scala:  le organizzazioni un parco macchine omogeneo possono utilizzare Partimage o utilità simili per facilitare il processo di distribuzione del sistema operativo e del software sui PC della propria rete.

## Caratteristiche
Partimage supporta la maggior parte dei file system Linux più comuni ed è disponibile in molte distribuzioni Linux, tra cui Debian  e le distribuzioni live PING ,  Knoppix  e SystemRescueCD. 
Include inoltre il supporto sperimentale per il filesystem NTFS per gli utenti Windows.
Altre caratteristiche interessanti sono la compressione dei file immagine del disco, il supporto per backup/ripristino da file server di rete e la crittografia dei dati.
Partimage utilizza Newt per la sua interfaccia grafica.
La clonazione di partizioni è limitata ai filesystem supportati da Partimage che sono: Ext2, Ext3, Reiserfs, FAT12, FAT16, FAT16B, FAT32, HPFS, JFS, Xfs, UFS, HFS e NTFS . Non sono invece supportati Ext4 e Btrfs. 